# 巴塔哥尼亞 (公司)
巴塔哥尼亞（英語：Patagonia）是一家主营户外服装的公司，由伊馮·喬伊納德于1973年创建，总部位于美国加利福尼亚文圖拉。巴塔哥尼亚在全球10多个国家开设了专卖店，并在16个国家设有工厂。2022年，公司创始人喬伊納德宣布捐赠整个公司，将公司所有利润用于环保事业，公司价值30亿美元。

## 历史
伊冯·乔伊纳德是一名出色的攀岩家，1957年，他开始通过自己的公司Chouinard Equipment销售手工制造的登山装备。1965年，他与汤姆·弗罗斯特（Tom Frost）合作，改进产品，解决日益严重的供需问题。

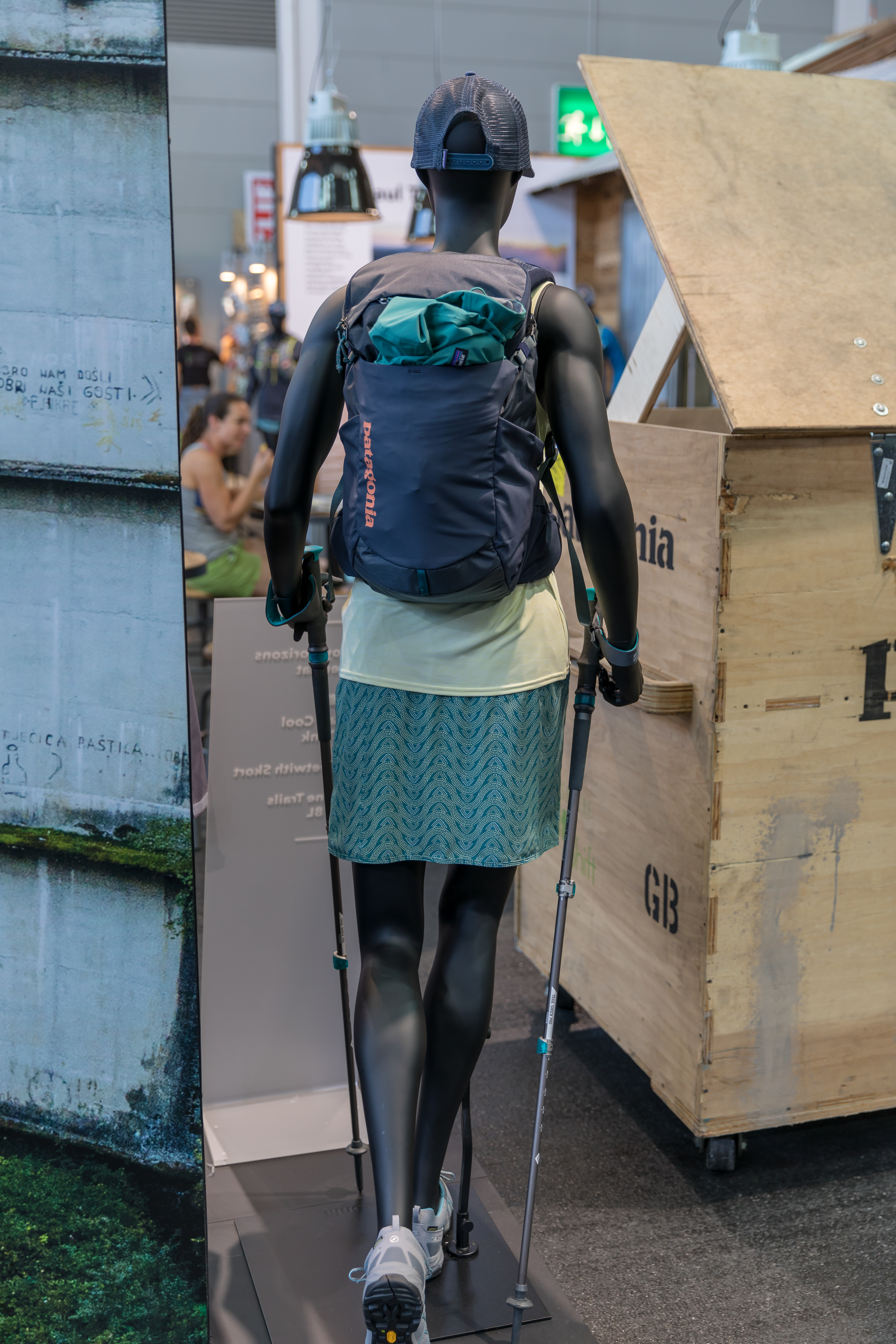
身着巴塔哥尼亚服装和装备的模特

在一次前往苏格兰的攀岩旅行中，乔伊纳德买了一件橄榄球队的球衣用于攀岩，因为这件球衣有领子，可以防止吊索割伤他的脖子。回到美国后，乔伊纳德把它送给了朋友，很多人都想要一件。很快，这种衬衫就在美国掀起了一股小小的时尚热潮。公司决定将这一服装系列单独命名为 "巴塔哥尼亚"。
1973年，巴塔哥尼亚的第一家门店Great Pacific Iron Works在文图拉开业，靠近乔伊纳德的装备店。1981年，巴塔哥尼亚和乔伊纳德装备公司并入Great Pacific Iron Works。1984年，乔伊纳德将Great Pacific Iron Works更名为Lost Arrow公司。
巴塔哥尼亚扩大了产品线，增加了冲浪等其他运动的服装。除服装外，他们还提供其他相关产品，包括露营食品。到2015年，其利润增长到7.5亿美元。到2010年代末，巴塔哥尼亚品牌摇粒绒背心因一些金融高管的使用而闻名。2019年，巴塔哥尼亚宣布，其品牌产品的销售将侧重于环境、社会和公司治理。
2022年9月，乔伊纳德将巴塔哥尼亚的所有权（全部有投票权的股票，约占总股本的 2%）转让给了巴塔哥尼亚目的信托基金，该信托基金由乔伊纳德家族和顾问监管。乔伊纳德的既定目标是将利润用于应对气候变化和保护土地。所有无表决权的股票都转让给了501(c)(4) 组织Holdfast Collective，这与乔伊纳德家族的另外两种选择不同，即出售公司以捐出收益和将公司上市（即在证券交易所出售股票），由于是向非营利控股公司赠与无表决权股份，此举使乔伊纳德得以避免因赠与无表决权股份而被征税，同时通过关联信托公司对有表决权股份的所有权有效地保持了对公司的控制。有表决权股票的转让需要缴纳1,700万美元的赠与税。

## 生产
2007年和2011年，内部审计显示，巴塔哥尼亚在台湾的生产供应链中的工厂涉及人口贩卖，导致公司努力解决劳工虐待问题。
2011年，人们发现巴塔哥尼亚公司使用了非天然的防水剂，以使其外套能够有效防水。这些防水剂被发现具有致癌性，但巴塔哥尼亚公司仍在继续使用。自从发现这一问题后，巴塔哥尼亚公司现在已经改变了他们使用的防水剂，现在只发现了微量的致癌物质。
2016年6月，巴塔哥尼亚发布了一套关于羊毛服装生产过程中动物待遇以及土地利用实践和可持续发展的原则。
2017年4月，巴塔哥尼亚宣布，完好的商品可以退货换取新商品积分。这些二手商品经过清洗、维修后，在其"Worn Wear "网站上出售。2019年，巴塔哥尼亚推出了一项名为"ReCrafted "的计划，利用巴塔哥尼亚二手装备的布料碎片制作并销售服装。
自2019年起，该公司的目标是在2025年实现碳中和。巴塔哥尼亚提供终身产品保证和维修服务。它还在产品设计中采用循环经济战略。2021年，巴塔哥尼亚宣布不再生产带有企业标识的服装，以提高服装的使用寿命。
2021年12月，欧洲宪法和人权中心在荷兰法院对巴塔哥尼亚和其他品牌提起刑事诉讼，指控它们在中国新疆强迫维吾尔族人劳动并从中获益。
2023年6月10日，荷兰调查性新闻平台"Follow the Money"发表了一篇关于巴塔哥尼亚与迪卡侬和普利马克等快速时尚品牌使用相同工厂的文章。这些工厂的工人工作条件比巴塔哥尼亚公开设定的标准要差得多。在斯里兰卡的MAS Holdings工厂，工人轮班工作14小时的情况并不少见。巴塔哥尼亚使用安克研究所开发的方法来确定适合生活工资的水平。在斯里兰卡的这些工厂里，工人的工资还不到这一工资的一半。根据巴塔哥尼亚公司的说法，他们无法控制工厂的工资和条件，因为他们并不拥有这些工厂。

## 社会活动
自1985年以来，巴塔哥尼亞承诺将其1%的销售额，捐献给环保组织，并共同创建了"1% For the Planet"的商业联盟。
2017年，时任美国总统特朗普实施缩小多处自然保护区面积的环境政策。巴塔哥尼亚加入诉讼联盟，对特朗普政府发起上诉。
2020年7月，巴塔哥尼亚暂停了在Facebook和Instagram上的广告投送，加入了美国各大公司发起的“停止仇恨盈利”（Stop Hate for Profit）抵制行动，该行动旨在迫使Facebook采取措施遏制仇恨言论的扩散。
2021年4月5日，巴塔哥尼亚承诺向乔治亚州社会活动团体赞助100万美元，这些团体致力于挑战该州通过的限制有色人种选民投票的立法。

## 全球业务

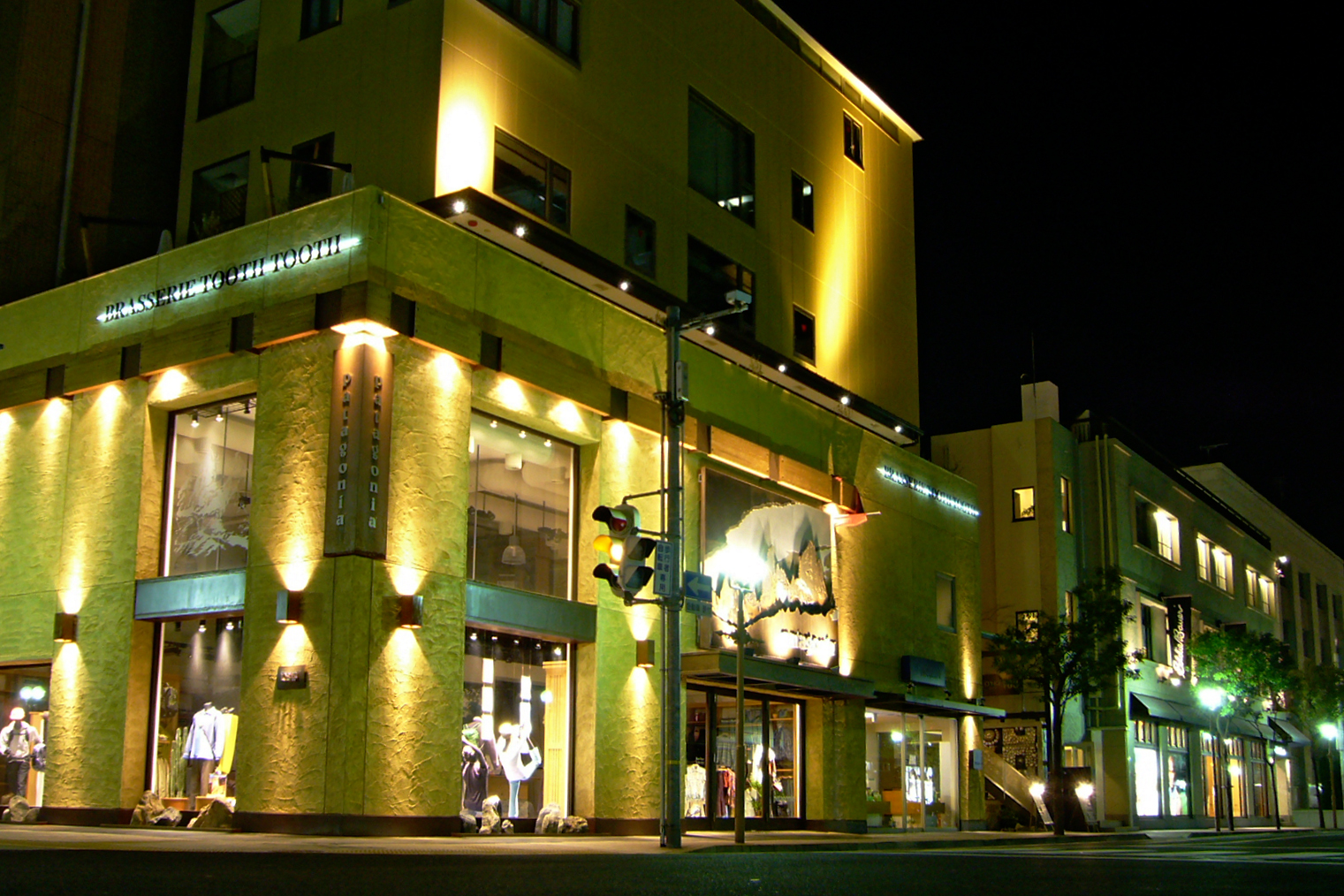
位于神户的巴塔哥尼亚专卖店

截至2018年，巴塔哥尼亚在全球共开设了75家门店。

### 美国
截至2018年，巴塔哥尼亚在美国开设了32家门店。

### 中国大陆
2012年，巴塔哥尼亚在北京五棵松卓展商场开设了中国大陆首家商场店。

### 香港
2019年8月，Patagonia香港旗艦店由尖沙咀移至全新K11 MUSEA購物中心。同年11月，Patagonia於香港開設品牌全球首家的 Kids Pop-up Store。